# Seka Chekorsa
Seka Chekorsa est un woreda de l'ouest de l'Éthiopie situé dans la zone Jimma de la région Oromia. Seka Chekorsa, qui incluait autrefois son voisin méridional Shebe Senbo, s'étendait au sud jusqu'à la rivière Gojeb qui le séparait de la région des nations, nationalités et peuples du Sud. Le woreda était alors bordé à l'ouest par Gera, au nord-ouest par Gomma, au nord par Mana, au nord-est par Kersa et à l'est par Dedo.

## Aperçu
L'altitude de ce woreda varie de 1580 à 2560 mètres. Ses rivières pérennes comprennent l'Abono, l'Anja, le Gulufa et le Meti. Une enquête sur les terres de ce woreda montre que 45,3% sont arables ou cultivables (44,9% étaient en cultures annuelles), 6,1% de pâturages, 25,8% de forêt et les 22,8% restants sont considérés comme marécageux, dégradés ou autrement inutilisables. Le khat, les poivrons, les fruits et le teff sont des cultures commerciales importantes. Le café est une autre culture commerciale importante pour ce woreda; plus de 50 kilomètres carrés y sont plantés avec cette culture.
L'industrie du woreda comprend 16 moulins à grains, une boulangerie et un moulin à café. On sait que des gisements de charbon, de schiste bitumineux, d'argile et de sel existent à Seka Chekorsa, mais l'extraction commerciale n'a pas commencé. Il y avait 53 associations d'agriculteurs avec 33 980 membres et 15 coopératives de services d'agriculteurs avec 21 413 membres. Seka Chekorsa a 30 kilomètres de route sèche et 75 kilomètres de route tous temps, pour une densité de routes moyenne de 65,6 kilomètres par 1000 kilomètres carrés, ce qui est inférieur à la moyenne zonale de 70 kilomètres carrés.

## Population

### Avant 2007
Le recensement national de 1994 fait état d'une population totale de 242 302 habitants pour ce woreda, dont 121 261 hommes et 121 041 femmes. À l'époque, 8 152 habitants, soit 3,36% de sa population, étaient des citadins. Les cinq plus grands groupes ethniques signalés à Seka Chekorsa étaient les Oromos (71,72%), les Yem (en) (16,36%), les Amharas (4,82%), les Kaffa (4,54%) et les Kullo (en) (1,45%); tous les autres groupes ethniques représentaient 5,78% de la population. Cependant, selon une autre source, au début des années 1990, environ 150 000 membres des Yem vivaient dans 34 villages de ce woreda. L'oromiffa était parlé comme première langue par 88,36%, 5,68% parlaient l'amharique, 2,63% parlaient le yemsa, 2,21% parlaient le kafa et 0,76% parlaient le kullo; les 0,36% restants parlaient toutes les autres langues primaires déclarées. La majorité des habitants étaient musulmans, 83,93% de la population ayant déclaré pratiquer cette croyance, tandis que 15,27% de la population suivait le christianisme orthodoxe éthiopien.
D'après les chiffres publiés par l'Agence centrale de statistique en 2005, ce woreda a une population totale estimée à 336 277 habitants, dont 168 863 hommes et 167 414 femmes; 14 574, soit 4,33% de sa population, sont des citadins, ce qui est inférieur à la moyenne de la zone de 12,3%. D'une superficie estimée à 1 607,66 kilomètres carrés, Seka Chekorsa a une densité de population estimée à 209,2 personnes par kilomètre carré, ce qui est supérieur à la moyenne de la zone qui est de 150,6.

### À partir de 2007
Le recensement national de 2007 est le premier durant lequel le recensement du woreda de Shebe Senbo et celui de Seka Chekorsa furent effectués de manière séparés, la baisse dans le recensement ne correspond donc pas à une diminution de population dans la région mais à cette scission.
Le recensement national de 2007 rapporte une population totale de 208 096 habitants pour ce woreda, dont 104 758 hommes et 103 338 femmes. 7 029 de ces habitants, soit 3,38% de sa population, étaient des citadins. La majorité des habitants sont musulmans, 86,66% de la population déclarant observé cette croyance, tandis que 10,93% de la population déclarait pratiquer le christianisme orthodoxe éthiopien et 2,27% étaient protestants.